# Anaene spurca
Anaene spurca är en fjärilsart som beskrevs av Dyar 1914. Anaene spurca ingår i släktet Anaene och familjen björnspinnare. Inga underarter finns listade i Catalogue of Life.